# Berlin-Spandau (stacja kolejowa)

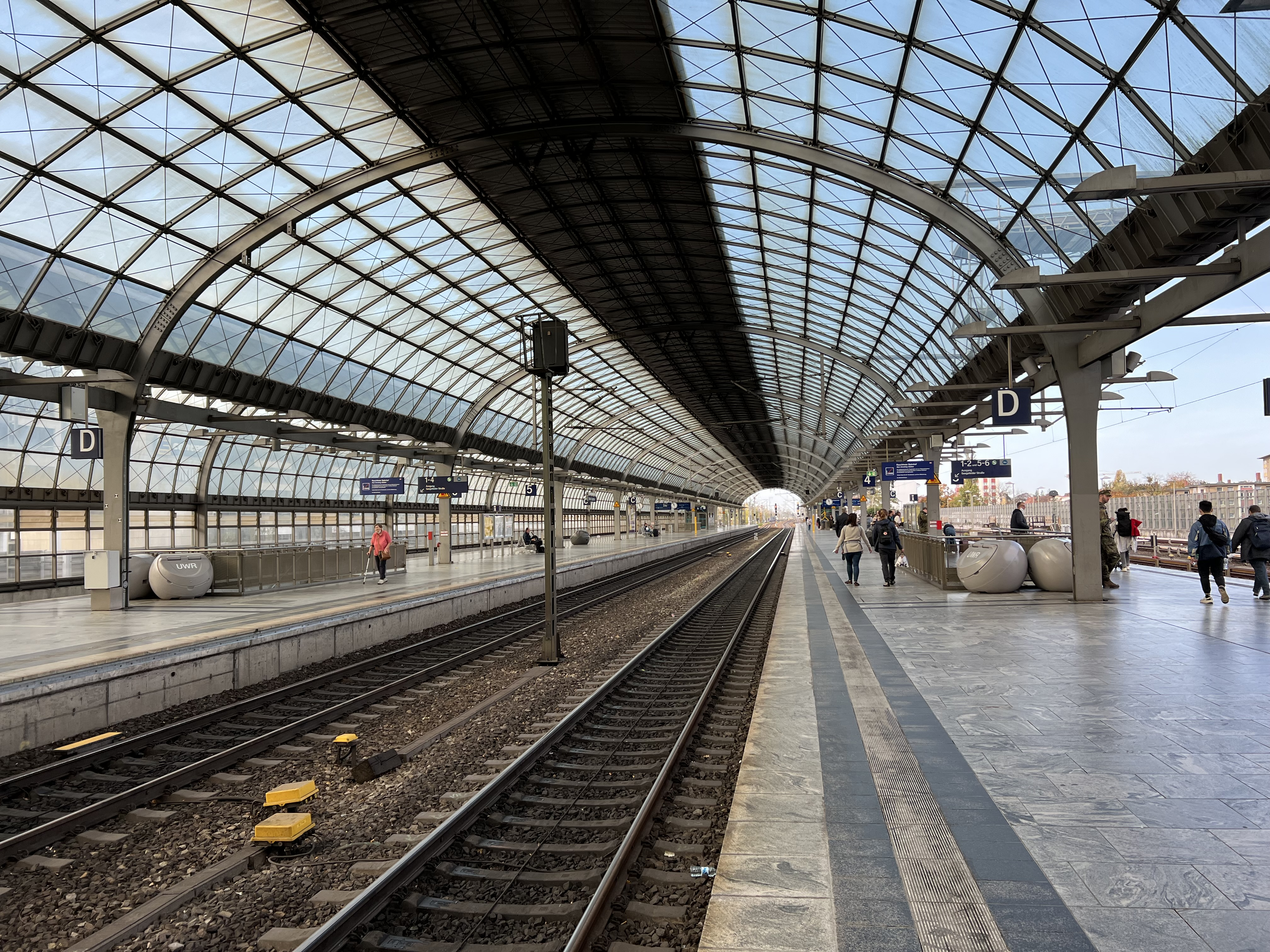
Hala peronowa

Berlin-Spandau – dworzec kolejowy w berlińskiej północno-zachodniej dzielnicy Spandau, obsługujący pociągi dalekobieżne, regionalne oraz szybkiej kolei miejskiej S-Bahn. Z dworcem połączona jest stacja metra o nazwie Rathaus Spandau. Dworzec jest tymczasowo stacją końcową kolei miejskiej, która zostanie w przyszłości przedłużona w kierunku zachodnim. Przed dworcem znajduje się jeden z największych dworców autobusowych Berlina, na którym zatrzymują się trzy linie regionalne i dziesięć miejskich, w tym niektóre kursujące z bardzo dużą częstotliwością.
Dworzec posiada sześć krawędzi peronowych przy trzech peronach nakrytych przeszkloną halą peronową. Poza halą przebiega jeden towarowy tor przelotowy. Współczesny dworzec powstał w latach 1996–1998 wedle planów biura architektonicznego gmp bez zatrzymywania przelotowego ruchu kolejowego. Projekt hali w formie przeszklonych kolebkowych przekryć, nakrywających perony na pełnej długości 432 m, nawiązuje do klasycznej architektury dworców, jednocześnie wykorzystując nowoczesne elementy. Przejście podziemne pod dworcem równoległe do ulicy Am Bahnhof Spandau stanowi poza halą wejściową dojście do peronów od Klosterstraße.
Szesnastometrowej szerokości hala wejściowa wydaje się już obecnie zbyt mała. Ze względu na planowane wówczas na pobliskim terenie dawnego dworca towarowego centrum handlowe Spandau Arcaden zdecydowano się na stosunkowo niewielką powierzchnię handlową. Dodatkowo ograniczeniem przy planowaniu dworca była rezerwa terenu dla kolei magnetycznej Transrapid, planowanej wówczas między Berlinem i Hamburgiem (obecnie zrezygnowano z niej), stąd też bardzo wąskie wyjścia na perony.

## Historia

### Lehrter Bahnhof
Już w 1871 w miejscu obecnego dworca powstała stacja Kolei Berlin-Lehrte, którą dla odróżnienia od otwartego wcześniej dworca Kolei Berlin-Hamburg określano jako Lehrter Bahnhof (Dworzec Lehrte). Już 1 października 1890 zamknięto dworzec dla ruchu osobowego – pociągi podmiejskie i dalekobieżne zatrzymywały się odtąd na położonym kilkaset metrów na wschód Spandau Personenbahnhof. Lehrter Bahnhof został przebudowany na dworzec towarowy i działał odtąd pod nazwą Spandau Güterbahnhof.

### Dworzec Spandau West
15 lipca 1910 otwarto w pobliżu dawnego Lehrter Bahnhof nowy Spandau Vorortbahnhof (dworzec podmiejski), a jeszcze w tym samym roku przemianowano go na Spandau West, jednocześnie ze zmianą nazwy Personenbahnhof Spandau (Hamburger Bahnhof) na Spandau Hauptbahnhof.
Nowy Dworzec Podmiejski miał korzystniejsze położenie niż Dworzec Główny, gdyż leżał bliżej starego miasta oraz w sąsiedztwie znajdującego się wówczas w budowie ratusza. Perony położone na nasypie otrzymały na obu końcach hale wejściowe, jedną naprzeciw Galenstraße zaś drugą na wysokości skrzyżowania Staakener Straße i Seegefelder Straße, połączoną tunelem z dworcem wąskotorowym należącym do Osthavelländische Eisenbahn.
Trzytorowy dworzec z dwoma personami posiadał nietypowy układ – środkowy tor przylegał obustronnie do peronów wyspowych. Z dworca korzystały pociągi podmiejskie w kierunku berlińskiej Stadtbahn; pociągi dalekobieżne do dworca Berlin Lehrter Bahnhof przejeżdżały bez zatrzymania przez tory przelotowe na północ i południe od peronów. Także pociągi podmiejskie z Lehrter Bahnhof do Nauen i Wustermark mogły dzięki rozjazdom korzystać z peronów podmiejskich. Na zachód od dworca oddzielne torowiska kolei lokalnej i dalekobieżnej przechodziły we wspólne dla wszystkich pociągów trasy Kolei Lehrte i Kolei Hamburskiej. Poza tym znajdowała się tam czterotorowa grupa odstawcza.
Pierwszy elektryczny pociąg odjechał z dworca 23 sierpnia 1928, kursował do Stadtbahn poprzez tzw. kolej podmiejską do Spandau. Spandau West był od początku tylko tymczasowym przystankiem końcowym, planowano bowiem przedłużenie do Wustermark lub Falkensee oraz Nauen. Dawniej kolej lokalna przewożąca codziennie pracowników z miejsc zamieszkania do pracy między Berlinem, Spandau i miejscowościami na wschód od Haweli była znacznie silniej obciążona niż współczena kolej regionalna. Po elektryfikacji linii Stadtbahn funkcjonował na dworcu przez pewien czas ruch mieszany z pociągami ciągniętymi przez parowozy. W latach 30. elektryczne składy dojeżdżały ze Stadtbahn co 10 minut, podobnie jak nadal zachowujące trakcję parową pociągi podmiejskie z Lehrter Bahnhof, z których co drugi jechał na zmianę do Nauen i do Wustermark, co dawało połączenie do tych miast co 20 minut. Ówczesne gazety entuzjastycznie pisały o tym bardzo uczęszczanym dworcu, na którym przesiadka była możliwa z jednej na drugą krawędź peronu. Obecnie przesiadka między koleją regionalną a S-Bahn jest znacznie bardziej skomplikowana, co wobec rosnącego ruchu podmiejskiego wskazuje na palącą potrzebę przedłużenie linii S-Bahn poza dworzec aż po granicę miasta.
Planowane w latach 30. i 40. rozbudowy zewnętrznych linii sieci S-Bahn zostały zrealizowane w bardzo ograniczonym zakresie. Dopiero w 1951 otwarto linie do Falkensee oraz wzdłuż Kolei Lehrte do Staaken. W przeciwnym kierunku otwarto dla S-Bahn linię do Berlin Jungfernheide i kolei obwodowej. Po zamknięciu w 1952 Lehrter Bahnhof Reichsbahn wycofała wszystkie podmiejskie pociągi parowe ciągnięte przez parowozy, a na dworcu Spandau-West zatrzymywała się wyłącznie S-Bahn.
Budowa Muru Berlińskiego (13 sierpnia 1961) pośrednio dotknęła dworzec – pociągi do Falkensee kończyły odtąd bieg na dworcu, zaś ruch pociągów do Staaken przerwano na kilka miesięcy. Znacznie większy negatywny wpływ miały bojkot S-Bahn. Niepotrzebne części dworca zostały pozostawione bez opieki, ograniczono renowacje, a częstotliwość ruchu stopniowo ograniczano. Po zamknięciu ruchu w czasie strajku kolejarzy S-Bahn 17 września 1980 nie został on już wznowiony po zakończeniu strajku 25 września. Przez stację jeździły bez zatrzymania pociągi towarowe oraz dalekobieżne pociągi międzystrefowe do Hamburga. W 1990 wyburzono dachy na peronach dworca.

### Dworzec Berlin-Spandau
Przejęcie S-Bahn przez BVG, które miało miejsce 9 stycznia 1984 miało umożliwić m.in. ponowne uruchomienie linii poprzez S-Bahnhof Rathaus Spandau (planowana zmiana nazwy dworca Spandau West) aż do Staaken. Ze względu na otwarcie 1 października 1984 linii metra U7 z Charlottenburga do położonej nieopodal dworca stacji Rathaus Spandau zrezyzgnowano jednak przejściowo z planów reaktywacji linii szybkiej kolei miejskiej.
Jeszcze w latach 80. powstały pierwsze plany budowy mającej przebiegać przez Spandau linii ICE Hanower-Berlin, początkowo pomyślanej jako linia tranzytowa. W tym celu jesienią 1988 rozpoczęto rozmowy z władzami NRD. Po upadku muru berlińskiego przygotowania uległy przyspieszeniu, a planowana na czerwiec 1990 umowa międzypaństwowa stała się zbędna.
Już w 1910 w czasie przebudowy urządzeń kolejowych w Spandau rozważano przeniesienie Dworca Głównego tego miasta na zachodni brzeg Haweli. Pomysł zrealizowano jednak dopiero przy okazji budowy linii ICE, okolicznością sprzyjającą jego przeniesieniu było to, że w każdym wypadku przebudowa dworca Spandau West była konieczna. Ponadto planowano ponowne uruchomienie kolei miejskiej z opcją przedłużenie jej na przedmieścia.
W urbanistyczno-architektonicznym konkursie na ów dworzec miejski i dalekobieżny dla Spandau zwyciężył hiszpańsko-szwajcarski architekt Santiago Calatrava. Projekt Calatravy przewidywał wzniesienie ponad peronami dworca budynku biurowego, podobnie jak później zbudowano na obecnym Berlin Hauptbahnhof. Pojawiły się jednak trudności z pozyskaniem finansowania i rozpoczęły długie dyskusje na temat projektu, co doprowadziło do decyzji o realizacji projektu, który otrzymał trzecią nagrodę. Projekt ten, autorstwa hamburskiego architekta Meinharda von Gerkana, zrealizowano po pewnych zmianach (boczne zamknięcia hal peronowych) między 1996 i 1998. Akcja stowarzyszeń pasażerów doprowadziła do lepszego ukształtowania dojść do przystanku kolei miejskiej.
19 maja 1997 przekazano do użytku pierwszy z nowych peronów, początkowo zatrzymywały się na dworcu wyłącznie pociągi dalekobieżne i regionalne, a od 30 grudnia 1998 także szybka kolej miejska.

## Stacja metraRathaus Spandau

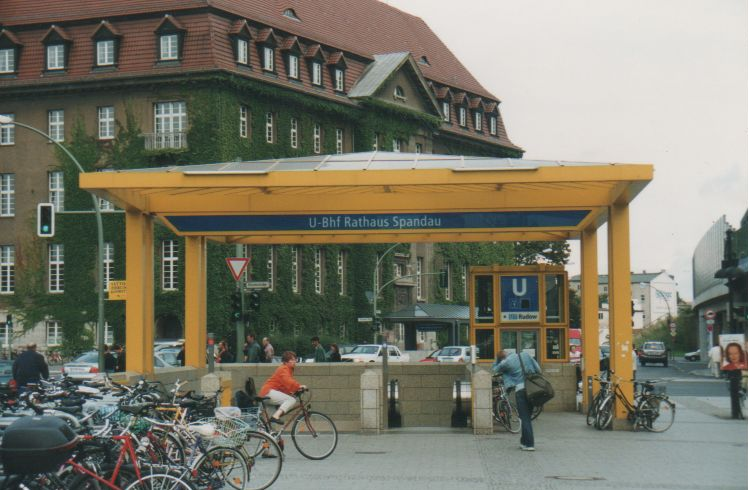
Wejście na stację i ratusz, który dał jej nazwę

Podziemny dworzec metra Rathaus Spandau stanowi zachodnie zakończenie linii U7. Został otwarty 1 października 1984, po budowie z wykorzystaniem metody stropowej, na którą zdecydowano się, aby ograniczyć utrudnienia w ruchu ulicznym. Zaprojektowany przez Rainera Rümmlera dworzec ma olbrzymie rozmiary, gdyż posiada dwa perony wyspowe z czterema torami – wewnętrzne służą U7, podczas gdy zewnętrzne są na razie niewykorzystane. Bardzo wysoka hala dworca z trzema rzędami słupów (w osiach peronów i między środkowymi torami) zakończona jest obustronnie antresolami, służącymi jako poziom pośredni prowadzący na powierzchnię. Dworzec mieści ponadto nastawnię obsługującą odcinek do stacji Paulsternstraße.
Zewnętrzne tory dworca mają w przyszłości stanowić przystanek linii U2, która obecnie kończy bieg w Ruhleben na wschód od Spandau. Linia ma wyjątkowo na dworcu Spandau przebiegać w ruchu lewostronnym, tak, aby skierowane do centrum Berlina tory obu linii znajdowały się przy jednym peronie. Obecnie nie ma konkretnych planów co do terminu realizacji tej linii, również jej przedłużenie do Falkenhagener Feld, a linii U7 do Staaken jest na razie mało prawdopodobne.
Mimo że dworzec leży po sąsiedzku z dworcem kolei miejskiej Spandau, zachowuje odrębną nazwę. Linie autobusowe kończące koło dworców mają określony punkt końcowy S+U Spandau, podczas gdy dworzec szybkiej kolei miejskiej określa się S Spandau, a zatem jako odrębny od stacji metra.
| Berlin-Spandau                   |  |                                       |
| Linia Berlin – Hamburg (12,5 km) |  |                                       |
| Berlin-Stresowodległość: 0,8 km  |  | Berlin Albrechtshof odległość: 4,7 km |
| Linia Berlin – Lehrte            |  |                                       |
| Berlin-Stresow                   |  | Berlin-Staaken                        |